# آزا پاشینیان
آزاتوهی (آزا) هراندی پاشینیان (ارمنی: Ազատուհի Հրանտի Փաշինյան؛  ۱ نوامبر ۱۹۹۷) چهره‌پرداز و نقاش اهل ارمنستان است.

## زندگی‌نامه
وی در ۱ نوامبر ۱۹۹۷ در ایروان به دنیا آمد و از مدرسه شماره 66 آلکساندر میاسنیکیان و کالج دولتی علوم انسانی ایروان فارغ‌التحصیل گشت. 